# تخت گوهر
تخت گوهر بنایی تاریخی مربوط به دوره هخامنشی است و در شهرستان مرودشت، بخش مرکزی، روستای زنگی آباد واقع شده و این اثر در تاریخ ۲۲ مرداد ۱۳۸۴ با شمارهٔ ثبت ۱۳۳۴۰ به‌عنوان یکی از آثار ملی ایران به ثبت رسیده است.